# Thomas Pennington Lucas
Thomas Pennington Lucas, född den 13 april 1843 i Dunbar; Skottland, död 15 november 1917 nära Brisbane i Australien, var en läkare, naturalist, filosof och utopist som var verksam i Australien.